# Mainfonds
Mainfonds és un municipi francès situat al departament del Charente i a la regió de la Nova Aquitània. L'any 2007 tenia 165 habitants.

## Demografia

### Població
El 2007 la població de fet de Mainfonds era de 165 persones. Hi havia 68 famílies de les quals 16 eren unipersonals (12 homes vivint sols i 4 dones vivint soles), 24 parelles sense fills i 28 parelles amb fills.
La població ha evolucionat segons el següent gràfic:
Habitants censats

### Habitatges
El 2007 hi havia 85 habitatges, 67 eren l'habitatge principal de la família i 19 estaven desocupats. 82 eren cases i 3 eren apartaments. Dels 67 habitatges principals, 53 estaven ocupats pels seus propietaris, 12 estaven llogats i ocupats pels llogaters i 2 estaven cedits a títol gratuït; 2 tenien dues cambres, 4 en tenien tres, 20 en tenien quatre i 41 en tenien cinc o més. 52 habitatges disposaven pel capbaix d'una plaça de pàrquing. A 15 habitatges hi havia un automòbil i a 44 n'hi havia dos o més.

### Piràmide de població
La piràmide de població per edats i sexe el 2009 era:
| Homes | Edats   | Dones |
| ----- | ------- | ----- |
| 0     | 95 o +  | 0     |
| 0     | 90 a 94 | 4     |
| 0     | 85 a 89 | 4     |
| 0     | 80 a 84 | 0     |
| 4     | 75 a 79 | 0     |
| 8     | 70 a 74 | 4     |
| 8     | 65 a 69 | 4     |
| 0     | 60 a 64 | 12    |
| 0     | 55 a 59 | 0     |
| 12    | 50 a 54 | 4     |
| 8     | 45 a 49 | 12    |
| 0     | 40 a 44 | 4     |
| 12    | 35 a 39 | 0     |
| 0     | 30 a 34 | 8     |
| 0     | 25 a 29 | 0     |
| 0     | 20 a 24 | 8     |
| 4     | 15 a 19 | 8     |
| 0     | 10 a 14 | 0     |
| 0     | 5 a 9   | 0     |
| 4     | 0 a 4   | 4     |

## Economia
El 2007 la població en edat de treballar era de 97 persones, 83 eren actives i 14 eren inactives. De les 83 persones actives 75 estaven ocupades (47 homes i 28 dones) i 8 estaven aturades (2 homes i 6 dones). De les 14 persones inactives 9 estaven jubilades, 1 estava estudiant i 4 estaven classificades com a «altres inactius».

### Ingressos
El 2009 a Mainfonds hi havia 76 unitats fiscals que integraven 185 persones, la mediana anual d'ingressos fiscals per persona era de 19.083 €.

### Activitats econòmiques
Dels 6 establiments que hi havia el 2007, 1 era d'una empresa de fabricació d'altres productes industrials, 2 d'empreses de construcció, 2 d'empreses d'informació i comunicació i 1 d'una empresa de serveis.
Dels 2 establiments de servei als particulars que hi havia el 2009, 1 era un guixaire pintor i 1 empresa de construcció.
L'any 2000 a Mainfonds hi havia 18 explotacions agrícoles que ocupaven un total de 450 hectàrees.

## Poblacions més properes
El següent diagrama mostra les poblacions més properes.